# 鮈形半下口鯰
鮈形半下口鯰，為輻鰭魚綱鯰形目甲鯰科的其中一種，為熱帶淡水魚，分布於南美洲巴西Paraíba do Sul河流域，體長可達15.6公分，棲息在岩石底質底層水域，生活習性不明。

## 扩展阅读
維基物種上的相關：鮈形半下口鯰